# 福坪龍一郎
福坪 龍一郎（ふくつぼ りゅういちろう、1989年8月16日 - ）は、ジャパンラグビーリーグワン豊田自動織機シャトルズ愛知に所属するラグビー選手。

## プロフィール
- 鹿児島県出身[1]。
- ポジションはロック(LO)。
- 身長 190 cm、体重 108 kg
- ニックネームはプッティー。
- トップリーグ選抜に選ばれたことがある[2]。
- 父と弟も自衛官である[3]。

## 来歴
16歳からラグビーを始めた。
鹿屋工業高校、習志野自衛隊、日本IBMを経て、2014年、宗像サニックスブルースに加入。
2021年、豊田自動織機シャトルズ(現・豊田自動織機シャトルズ愛知)に加入。